# Kasteel Jongenbos

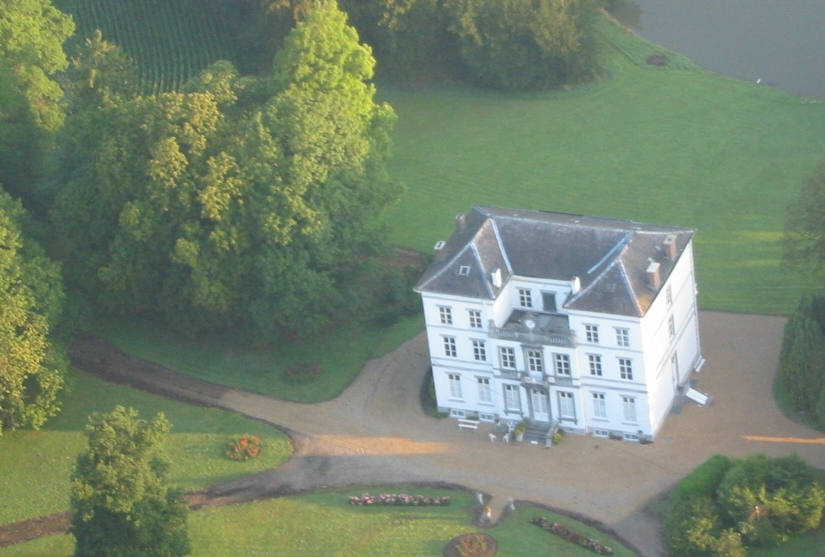
Kasteel Jongenbos

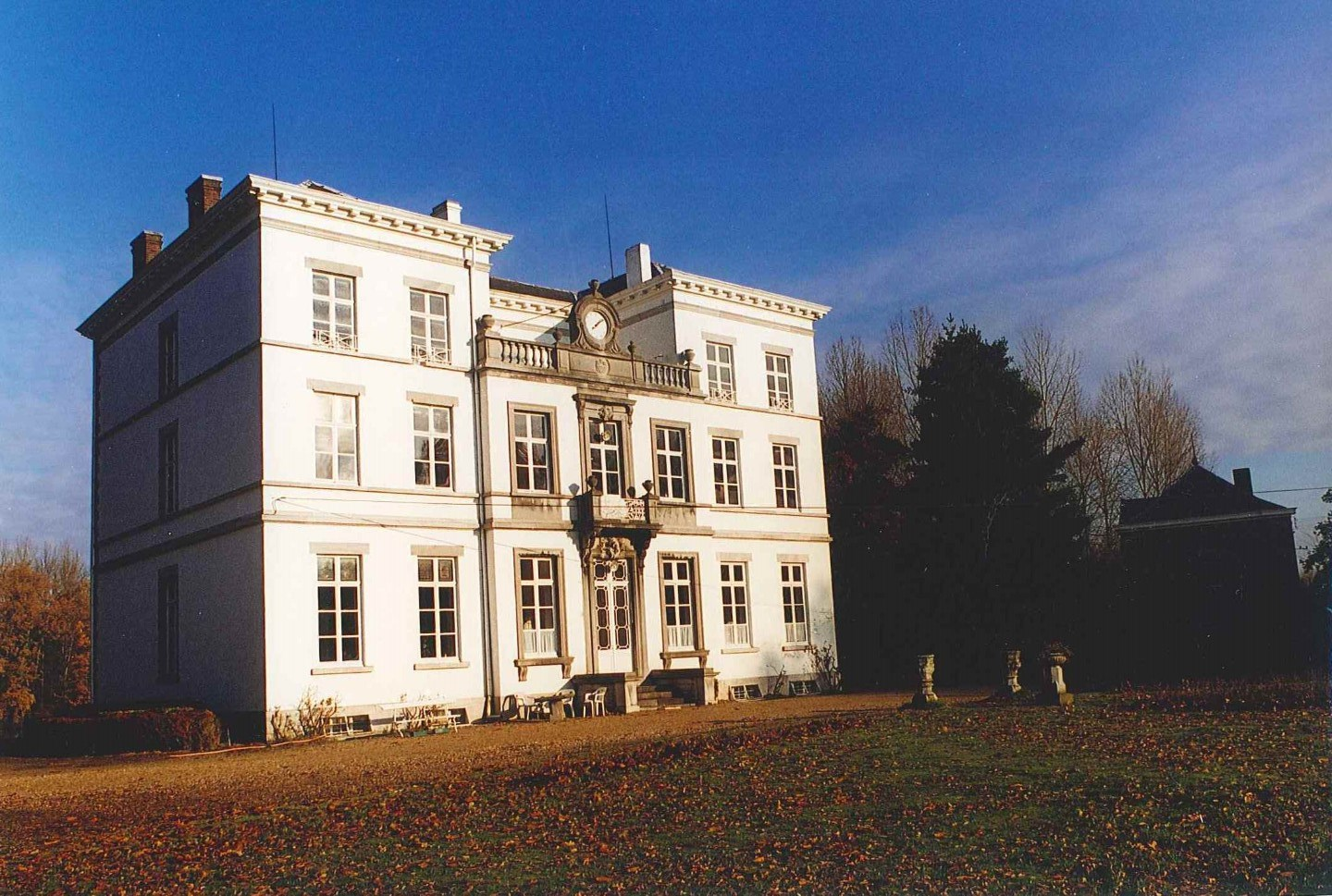
Kasteel Jongenbos

Het Kasteel Jongenbos is een kasteel te Vliermaalroot, België, gelegen aan Jongenbos 2.

## Kasteel
De geschiedenis van het domein is terug te voeren tot 1380. Op de Ferrariskaarten, eind 18e eeuw, werd nabij de plaats van het huidige kasteel een boerderij ingetekend. Deze lag in het westen van een uitgestrekt bosgebied, Spissen Bosch genaamd. Later kwam onder meer ook de naam Jongen Bosch Veld in zwang.
Het kasteel, veeleer een groot herenhuis, in neoclassicistische stijl, werd pas in 1848 op de kadastrale kaarten ingetekend en is vermoedelijk kort daarvoor gebouwd. Het bijbehorende landgoed was toen 150 ha groot, en dit werd geleidelijk uitgebreid tot 218 ha in 1938. De architect van het kasteel is niet bekend. De toenmalige eigenaar was Willem Joseph Gerard Van der Meer, een rentenier uit Tongeren. Oorspronkelijk was het kasteel U-vormig, maar in 1882 werd de binnenhof opgevuld met een uitbreiding van het gebouw.
Het grotendeels witte, streng symmetrische gebouw heeft een balkon en een uurwerk. Hierin zijn de letters VDM (Van der Meer) verwerkt. Nabij het gebouw bevindt zich een koetshuis annex knechtenkwartier, de remise, die iets later dan het kasteel, door dezelfde architect moet zijn ontworpen. Uit 1872 stamt een wagenschuur. De kasteelhoeve, aan Jongenbos 4, werd in 1872 en 1878 vernieuwd en ook later nog verbouwd. Deze hoeve geraakte in verval.
Het kasteel kwam door vererving en huwelijk aan verschillende families: Claes, De Favereau de Fraipont, De Cartier d’Yves. Het nageslacht van de laatste familie woonde hier waarna het kasteel te koop werd gezet (2014). In 2015 werd het eigendom van de familie Appeltans.

## Park
In 1872 werd een moestuin aangelegd. Reeds in 1841 was er sprake van een vijver. Mogelijk is deze ontstaan door de leemwinning ten behoeve van de productie van bakstenen voor het kasteel. Ook een deel van het bos werd gerooid, voor de constructie van het kasteel en als brandstof voor de veldoven. Het bos werd weer aangeplant. Het park in zijn huidige gedaante komt overeen met de situatie van 1871, maar de aanleg ervan vond ongeveer gelijktijdig met, of iets na, de bouw van het kasteel plaats.
Het 20 ha grote park bevat een aantal monumentale bomen. Naast inlandse bomen (beuk, linde) vindt men er ook een moerascipres.
Naast het park bevindt zich bij het kasteel het 100 ha grote Jongenbos, tegenwoordig bezit van de Vlaamse Gemeenschap.